# ハイレグ
| ハイレグデザインの競泳水着 |  | ハイレグデザインの競泳水着 |
| ハイレグデザインの競泳水着 |  |                            |

ハイレグとは、ハイ レッグ カット（High leg cut）の略称で、主に女性用の下着（パンティー）や水着、レオタード類のデザインの一種である。

## 概要
女性の水着やレオタードなどで、脚の付け根の部分（股の部分）を深く鋭角にカットしたものをいい、脚を長く美しく見せる特徴がある。なお、脚ぐりの位置が腰骨の上まで切り込まれているものをスーパーハイレグという。

## 歴史
1976年モントリオールオリンピックでナディア・コマネチがハイレグ型のレオタードを身に着けていた。ビートたけしが「コマネチ！」と叫び脚の付け根をV字型になぞる一発ギャグはそのレオタードの形状を現したものである。しかし、この頃はまだ「ハイレグ」という言葉はなかった。
現在で言うハイレグという形状の衣装そのものは古くから見られ、少なくとも1400年代から中国で確認されている。
1978年、イスラエルのユダヤ人デザイナー、ギデオン・オバソンが、「ハイレグカット」の斬新なデザインの水着を発表。これが世界的に大ヒットしたのである（イスラエル最南端の町エイラートは「ハイレグ発祥の地」と呼ばれている）。
日本でも1980年代前半の（昭和60年頃）から、女性のワンピース型水着のデザインに取り入れられるようになった。
バブル景気時代（1980年代後半から1990年代初頭）はハイレグ水着やハイレグ・レオタードの全盛期となった。レースクイーン、キャンペーンガールのコスチューム、果ては水泳競技における女子選手用の競泳水着においてもハイレグが主流になり、腰骨の上までカットされたスーパーハイレグの着用も多くなった（岡本夏生が元祖ハイレグの女王と呼ばれた）。
その後、1990年代半ばからはビキニやタンキニなどセパレート水着の復活や、ローライズなどの流行により、脚ぐりのラインカットは多様化してきている。
バニーガールが着用する衣装（バニースーツ）の多くは、上半身部分は型崩れしないようワイヤーボーンで補正効果が施されたビスチェタイプ（基本的に肩紐はなく）、下半身部分はハイレグカットされたボトムが一体化しているものが多い。バニースーツには網タイツもしくはストッキングを着用してハイヒールを合わせるのが一般的である。

## 関連項目

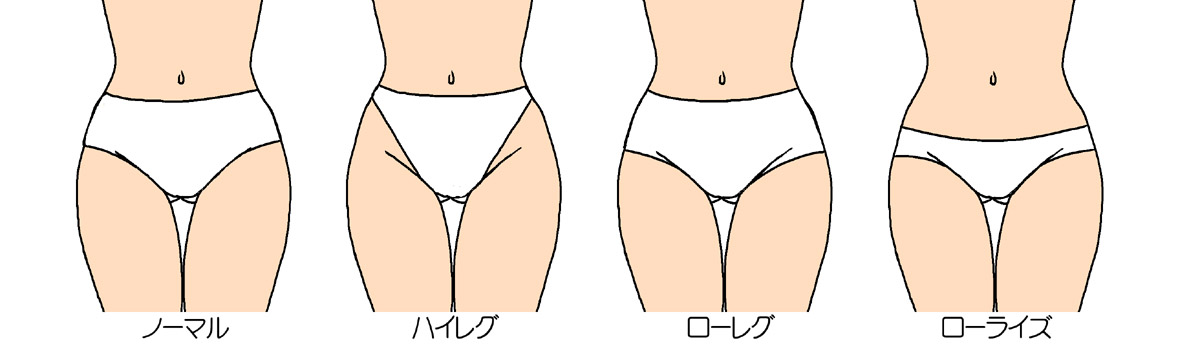
女性用ショーツ・パンティーのデザインの種類